# Antoni Jankowski
Pour les articles homonymes, voir Jankowski.
Antoni Jankowski de Nowina, né le 13 octobre 1783 à Chronówek (près de Radom), et meurt pendu pour trahison le 15 août 1831 à Varsovie, est un général de brigade de l'armée polonaise.

## Biographie
Antoni Jankowski est le fils de Ignatz Jankowski (membre du Parlement en 1780) et de Ludwika Chronówka de Griffin.
Il effectue son service militaire en 1806, comme aspirant au 2e régiment de lanciers du duché de Varsovie et se distingue lors de la Bataille de Medina de Rioseco. En 1811, il est nommé capitaine des lanciers polonais de la garde napoléonienne. En 1815 il est nommé colonel du 1er régiment de chasseurs, et en 1831 il sera nommé général de brigade avant de passer rapidement général de division.
En 1816, il épouse Zofia de la Tomkowiczów, fille de Joseph et Marianne de Jankowski (sœur de Antoni Jankowski). De ce mariage est né trois enfants : Joseph (né en 1817), Angela (né en 1818), et Heliodor (né vers 1820 ).
Après la mort de sa femme en 1821, il se remarie avec Apolonia Dunin-Brzezinska, fille de Joseph Brzezinski, et  Jozefa Szymaniecki, avec qui il aura trois fils : Louis (né vers 1823), le général-Major des troupes russes de 1874 (il combattra dans la campagne de Crimée, avec l'orthodoxe benedick), Adam et Anthony.
En 1831, frappé d'une  paralysie partielle, il est nommé commandant en chef du général Jankowski. Dans la conduite des forces armées dans la province de Lublin, contre les  troupes russes, il commet plusieurs erreurs. Il est arrêté le 24 juin 1831 et traduit devant le tribunal militaire polonais. Inculpé pour incompétence, la foule en colère demande sa condamnation le 15 août 1831, devant le Palais royal de Varsovie. Il est condamné pour trahison envers l'Insurrection de novembre 1830.
Vétéran des lanciers polonais de la Garde impériale, ayant participé à la campagne de 1807, aux combats en Espagne, à la guerre contre l'Autriche, la campagne de Russie, les campagnes de 1813, et participant des batailles de 1830/1831, il sera pendu à Varsovie.

## Source
- (pl) Cet article est partiellement ou en totalité issu de l’article de Wikipédia en polonais intitulé « Antoni Jankowski » (voir la liste des auteurs).